# كيفن ماغيري (صحفي)
كيفن ماغيري (بالإنجليزية: Kevin Maguire)‏ هو صحفي بريطاني، ولد في 1961 في ساوث شيلدز ‏ في المملكة المتحدة.

## وصلات خارجية
- كيفن ماغيري على موقع IMDb (الإنجليزية)
- كيفن ماغيري على موقع قاعدة بيانات الفيلم (الإنجليزية)